# Tour Championship 2024
Die Johnstone’s Paint Tour Championship 2024 war ein Snookerturnier der Saison 2023/24, das vom 1. bis 7. April ausgetragen wurde. Wie in den Jahren zuvor wechselte der Austragungsort, diesmal fand es direkt im Anschluss an die World Mixed Doubles 2024 in Manchester in Nordwestengland in der ehemaligen Bahnstation Manchester Central statt.
Wie immer seit 2019 schloss die Tour Championship die Players Series ab. Teilnehmer waren jeweils die besten Spieler der Rangliste der laufenden Spielzeit. Der World Grand Prix mit 32 Spielern und die Players Championship mit 16 Spielern hatten früher in der Saison stattgefunden. Anders als in den fünf Jahren zuvor waren nicht die Top 8, sondern die Top 12 für die Tour Championship qualifiziert.
Mark Williams traf im Finale auf den Weltranglistenersten Ronnie O’Sullivan und siegte mit 10:5. Für den Waliser war es der erste Sieg bei diesem Turnier und der erste bei einem Turnier der Players Series. Für den Gesamtsieg fehlten ihm 2.500 £, O’Sullivan genügte die Endspielteilnahme, um die Series zu gewinnen.

## Preisgeld
120.000 £ mehr gab es in diesem Jahr für die erhöhte Zahl an Teilnehmern zu verteilen. Die vier Erstrundenverlierer bekamen so viel wie die Erstrundenverlierer im Vorjahr: 20.000 £. Für die zusätzliche Runde, in dem Fall das Viertelfinale, gab es 4 × 30.000 £.
|                 | Preisgeld |
| --------------- | --------- |
| Sieger          | 150.000 £ |
| Finalist        | 60.000 £  |
| Halbfinalist    | 40.000 £  |
| Viertelfinalist | 30.000 £  |
| Runde 1         | 20.000 £  |
| Höchstes Break  | 10.000 £  |
| Insgesamt       | 500.000 £ |

## Setzliste
Die Setzliste wurde basierend auf der Einjahresrangliste vom Saisonstart bis unmittelbar vor diesem Turnier ermittelt. In die Wertung gingen die gewonnenen Preisgelder bei Ranglistenturnieren von der Championship League im Juli 2023 bis zu den World Open Mitte März 2024 ein.
| Rang | Spieler           | Gewinnsumme (£) |
| ---- | ----------------- | --------------- |
| 1    | Judd Trump        | 711.000         |
| 2    | Ronnie O’Sullivan | 435.500         |
| 3    | Zhang Anda        | 334.000         |
| 4    | Ding Junhui       | 256.000         |
| 5    | Mark Allen        | 244.500         |
| 6    | Gary Wilson       | 211.500         |
| 7    | Barry Hawkins     | 203.500         |
| 8    | Mark Williams     | 203.000         |
| 9    | Tom Ford          | 177.000         |
| 10   | Ali Carter        | 174.500         |
| 11   | Mark Selby        | 173.000         |
| 12   | John Higgins      | 142.500         |

## Players Series
Die Tour Championship entschied auch darüber, wer die Players Series gewinnt. Für den besten Spieler aus drei Turnieren gab es eine Siegprämie von 100.000 £.
| Spieler           | Erzieltes Preisgeld in £ | Erzieltes Preisgeld in £ | Erzieltes Preisgeld in £ | Gesamtsumme |
| Spieler           | World Grand Prix         | Players Championship     | Tour Championship        | Gesamtsumme |
| ----------------- | ------------------------ | ------------------------ | ------------------------ | ----------- |
| Ronnie O’Sullivan | 100.000                  | 15.000                   | 60.000                   | 175.000     |
| Mark Allen        | 7.500                    | 125.000                  | 40.000                   | 172.500     |
| Mark Williams     | 12.500                   | 10.000                   | 150.000                  | 172.500     |
| Zhang Anda        | 12.500                   | 50.000                   | 30.000                   | 92.500      |
| Judd Trump        | 40.000                   | 15.000                   | 30.000                   | 85.000      |
| Ali Carter        | 7.500                    | 30.000                   | 30.000                   | 67.500      |
| Gary Wilson       | 12.500                   | 15.000                   | 40.000                   | 67.500      |
| Mark Selby        | 12.500                   | 30.000                   | 20.000                   | 62.500      |
| Ding Junhui       | 20.000                   | 10.000                   | 30.000                   | 60.000      |
| John Higgins      | 5.000                    | 15.000                   | 20.000                   | 40.000      |
| Tom Ford          | 7.500                    | 10.000                   | 20.000                   | 37.500      |
| Barry Hawkins     | 5.000                    | 10.000                   | 20.000                   | 35.000      |

## Turnierplan
Die zwölf Teilnehmer aus der Einjahresrangliste ermittelten in vier Runden mit jeweils zwei Sessions pro Match den Turniersieger. Die ersten drei Runden erstreckten sich jeweils über zwei Tage, das Finale fand am Sonntag, dem 7. April statt. Alle Matches wurden über 10 Gewinnframes (Best of 19) entschieden.
|  | Runde 1 (Best of 19) | Runde 1 (Best of 19) | Runde 1 (Best of 19) |    |               | Viertelfinale (Best of 19) | Viertelfinale (Best of 19) | Viertelfinale (Best of 19) |    |               | Halbfinale (Best of 19) | Halbfinale (Best of 19) | Halbfinale (Best of 19) |  |  | Finale (Best of 19) | Finale (Best of 19) | Finale (Best of 19) |
|  |                      |                      |                      |    |               |                            |                            |                            |    |               |                         |                         |                         |  |  |                     |                     |                     |
|  |                      |                      |                      |    |               | 1                          | Judd Trump                 | 4                          |    |               |                         |                         |                         |  |  |                     |                     |                     |
|  | 8                    | Mark Williams        | 10                   |    |               | 1                          | Judd Trump                 | 4                          |    |               |                         |                         |                         |  |  |                     |                     |                     |
|  | 8                    | Mark Williams        | 10                   | 8  | Mark Williams | 10                         |                            |                            |    |               |                         |                         |                         |  |  |                     |                     |                     |
|  | 9                    | Tom Ford             | 9                    | 8  | Mark Williams | 10                         |                            |                            | 8  | Mark Williams | 10                      |                         |                         |  |  |                     |                     |                     |
|  | 9                    | Tom Ford             | 9                    |    |               |                            |                            |                            | 8  | Mark Williams | 10                      |                         |                         |  |  |                     |                     |                     |
|  |                      |                      |                      |    | 5             | Mark Allen                 | 5                          |                            |    |               |                         |                         |                         |  |  |                     |                     |                     |
|  |                      |                      |                      | 4  | 5             | Mark Allen                 | 5                          | Ding Junhui                | 8  |               |                         |                         |                         |  |  |                     |                     |                     |
|  | 5                    | Mark Allen           | 10                   | 4  |               |                            |                            | Ding Junhui                | 8  |               |                         |                         |                         |  |  |                     |                     |                     |
|  | 5                    | Mark Allen           | 10                   | 5  | Mark Allen    | 10                         |                            |                            |    |               |                         |                         |                         |  |  |                     |                     |                     |
|  | 12                   | John Higgins         | 7                    | 5  | Mark Allen    | 10                         |                            |                            | 8  | Mark Williams | 10                      |                         |                         |  |  |                     |                     |                     |
|  | 12                   | John Higgins         | 7                    |    |               |                            |                            |                            | 8  | Mark Williams | 10                      |                         |                         |  |  |                     |                     |                     |
|  |                      |                      |                      |    | 2             | Ronnie O’Sullivan          | 5                          |                            |    |               |                         |                         |                         |  |  |                     |                     |                     |
|  |                      |                      |                      | 3  | 2             | Ronnie O’Sullivan          | 5                          | Zhang Anda                 | 8  |               |                         |                         |                         |  |  |                     |                     |                     |
|  | 6                    | Gary Wilson          | 10                   | 3  |               |                            |                            | Zhang Anda                 | 8  |               |                         |                         |                         |  |  |                     |                     |                     |
|  | 6                    | Gary Wilson          | 10                   | 6  | Gary Wilson   | 10                         |                            |                            |    |               |                         |                         |                         |  |  |                     |                     |                     |
|  | 11                   | Mark Selby           | 8                    | 6  | Gary Wilson   | 10                         |                            |                            | 6  | Gary Wilson   | 7                       |                         |                         |  |  |                     |                     |                     |
|  | 11                   | Mark Selby           | 8                    |    |               |                            |                            |                            | 6  | Gary Wilson   | 7                       |                         |                         |  |  |                     |                     |                     |
|  |                      |                      |                      |    | 2             | Ronnie O’Sullivan          | 10                         |                            |    |               |                         |                         |                         |  |  |                     |                     |                     |
|  |                      |                      |                      | 2  | 2             | Ronnie O’Sullivan          | 10                         | Ronnie O’Sullivan          | 10 |               |                         |                         |                         |  |  |                     |                     |                     |
|  | 7                    | Barry Hawkins        | 8                    | 2  |               |                            |                            | Ronnie O’Sullivan          | 10 |               |                         |                         |                         |  |  |                     |                     |                     |
|  | 7                    | Barry Hawkins        | 8                    | 10 | Ali Carter    | 2                          |                            |                            |    |               |                         |                         |                         |  |  |                     |                     |                     |
|  | 10                   | Ali Carter           | 10                   | 10 | Ali Carter    | 2                          |                            |                            |    |               |                         |                         |                         |  |  |                     |                     |                     |
|  | 10                   | Ali Carter           | 10                   |    |               |                            |                            |                            |    |               |                         |                         |                         |  |  |                     |                     |                     |

### Finale
Das Endspiel bestritten mit Ronnie O’Sullivan und Mark Williams zwei Spieler der „Class of ’92“, die 1992 vor 31 Jahren ihre Profikarriere begonnen hatten. O’Sullivan war Weltranglistenerster und hatte bereits 5 Turniere im Verlauf der Saison gewonnen. Williams hatte früh in der Saison die British Open gewonnen und als 8. der Weltrangliste ein Spiel mehr absolvieren müssen, um ins Finale zu kommen. Er hatte aber im Turnierverlauf bereits die Nummer 2 Judd Trump und die Nummer 3 Mark Allen besiegt.
Der Waliser hatte den besseren Start und gewann bis zur ersten Mid-Session-Pause 3 von 4 Frames mit Breaks von über 50 Punkten. Die zweite Sessionhälfte ging aber dank dreier Century-Breaks komplett an O’Sullivan. Den ersten umkämpften Frame der Abendsession holte sich Williams, der anschließend mit seinem ersten Century den 5:5-Ausgleich herstellte. Danach gelangen ihm reihenweise hohe, spielentscheidende Breaks, während O’Sullivan seine Chancen nicht nutzen konnte. Williams holte so 7 Frames in Folge und gewann nach verlorener Nachmittagssession noch deutlich mit 10:5. Für Williams war es der 26. Sieg bei einem Ranglistenturnier.
| Finale: Best of 19 Frames Schiedsrichter/in: Olivier Marteel Manchester Central, Manchester, England, 7. April 2024                                                                                          |                |                   |
| Mark Williams | 10:5           | Ronnie O’Sullivan |
| Nachmittagssession: 73:29 (66), 10:107, 91:6 (91), 137:0 (66, 67), 0:102 (102), 0:127 (127), 1:78 (59), 1:121 (121) Abendsession: 62:33, 117:0 (104), 66:42 (54), 105:8 (99), 112:27 (112), 78:0 (78), 50:19 |                |                   |
| 112 | Höchstes Break | 127               |
| 2 | Century-Breaks | 3                 |
| 9 | 50+-Breaks     | 4                 |

## Century-Breaks
Sieben Spieler spielten 27 Aufnahmen mit 100 oder mehr Punkten. Mark Allen spielte sowohl mit einer 142 das höchste Break, als auch, gleichauf mit Ronnie O’Sullivan und Mark Williams, mit sechs die meisten Centurys.
| Mark Allen        | 142, 127, 123, 102, 100 (2×) |
| Ali Carter        | 141, 135                     |
| Tom Ford          | 138, 136, 133, 114           |
| Ronnie O’Sullivan | 129, 127, 121, 110, 102 (2×) |
| Barry Hawkins     | 118                          |
| Mark Williams     | 140, 112 (3×), 105, 104      |
| Gary Wilson       | 105, 101                     |